# 索西瓦
索西瓦（羅馬化：Sosʹva）是俄罗斯斯维尔德洛夫斯克州的市级镇，为该州谢罗夫区规模最大聚居地。地处斯维尔德洛夫斯克州中部，位于鄂毕河流域塔夫达河一支流索西瓦河畔，在区行政中心谢罗夫东南、州府叶卡捷琳堡东北方。
镇西部设有同名铁路车站，西南不远处设有铁路车站新索西瓦站。
该地2022年人口有8,028人；2010年人口9,634；2002年人口10,341；1989年人口10,412。